# Dagen Zonder Vlees
Dagen Zonder Vlees (DZV) is een ecologisch geïnspireerd burgerinitiatief in Vlaanderen, waarbij de deelnemers niet enkel op vrijdagen, maar gedurende de gehele vastentijd, zich engageren om zich te onthouden van vlees. Het concept werd bedacht door de Belgische Alexia Leysen.

## Concept
De deelnemers engageren zich tijdens de vastentijd om gedurende veertig dagen een vegetarische levensstijl aan te meten. Dit doet men vanuit de overtuiging dat vleesconsumptie een van de hoofdoorzaken is van de klimaatsverandering.
Het is niet het enige (en eerste) initiatief dat consumenten wil aanzetten tot matiging van vleesconsumptie, zo is er onder andere het initiatief Donderdag Veggiedag (een bekende vleesloze dag).

## Historiek
Het concept Dagen Zonder Vlees werd gestart in 2011. De Facebookgroep van het initiatief telde toen 12.000 leden en verschillende bekende Vlamingen schaarden zich achter het initiatief. Critici wezen erop dat veel van de berichten afkomstig waren van mensen die al vegetariër zijn.
In 2012 spoorden Bart Cannaerts, Pieter Embrechts en Michael Pas deelnemers aan door middel van een promofilmpjes waarin ze het initiatief toelichtte. In 2013 werd het promofilmpje gebracht door Philippe Geubels en Wim Helsen.
In 2015 namen ongeveer 55.000 Vlamingen deel, goed voor een verminderde ecologische voetafdruk van 8,8 miljoen m².
In 2016 namen meer dan 72.000 deelnemers deel, waaronder de partijvoorzitters van de vijf grootste Vlaamse politieke partijen. Daarnaast ondersteunden onder meer Sofie Dumont, Jeroen Meus en Peter Goossens het initiatief door hun medewerking te verlenen aan Dagen Zonder Vlees: Het kookboek.

## Reacties
Daarnaast brachten verschillende media en organisaties tips voor de deelnemers, alsook bijkomstige (positieve en/of negatieve) gevolgen onder de aandacht. Zo stelde voedingsexpert Patrick Mullie in De Morgen dat fervente carnivoren die plots 40 dagen vlees van het menu schrappen een merkbaar effect zullen waarnemen op hun cholesterol, stoelgang en lichaamsgewicht. In Het Nieuwsblad werd er dieper ingegaan of Dagen Zonder Vlees ook een positief effect heeft op het gezinsbudget en/of vegetarisch eten gezonder is.
Barbara Janssens van het Netwerk Bewust Verbruiken vestigde de aandacht op het feit dat deelnemers vaak een stapje verder gaan dan het initiatief en niet enkel minder/geen dieren eten, maar bijvoorbeeld veertig dagen veganistisch eten (en dus ook zuivel en eieren van het menu schrappen) of 'ontrommelen'. Bij EVA (de organisatie van vegetariërs en veganisten) weerklonk dan weer de oproep om 40 dagen zoveel mogelijk lokaal, verpakkingsloos en seizoensgebonden te eten.
Vanuit de Boerenbond weerklonk in 2016 kritiek op het initiatief. Zo stelde de woordvoerster van deze belangenorganisatie: "het initiatief desinformeert en misleidt en creëert de perceptie dat je met vleesloze dagen de wereldproblemen zou kunnen oplossen". Vanuit verschillende hoeken werd op hun beurt dan weer de kritiek van de Boerenbond weerlegd en de organisatie aangespoord hun schouders mee onder het initiatief te plaatsen.